# Samad, Syria
Samad (tiếng Ả Rập: صماد; phiên âm: amād, cũng đánh vần Smad) là một ngôi làng ở miền nam Syria, một phần hành chính của Tỉnh Daraa, nằm ở phía đông Daraa và ngay phía đông nam Bosra. Các địa phương lân cận khác bao gồm al-Qurayya ở phía đông bắc, Hout ở phía đông và Dhibin ở phía đông nam. Theo Cục Thống kê Trung ương Syria (CBS), Samad có dân số 3.098 người trong cuộc điều tra dân số năm 2004.

## Lịch sử
Một dòng chữ có niên đại được tìm thấy trong Samad có niên đại từ La Mã thời kỳ làm chứng rằng "loa công cộng của một mỏ chim " được xây dựng bởi các địa phương Arab chi phái Daban (Dabanenoi) tại làng Samad.
Trong thời kỳ cuối Mamluk vào thế kỷ 15, Samad là quê hương của chi nhánh Samadiyya của Qadiriyya Sufi được thành lập bởi một Shaykh Salim, một học sinh của Abd al-Qadir al-Gilani (mất năm 1166). Lãnh đạo trật tự Samadiyya là di truyền và được dẫn dắt bởi hậu duệ của Shaykh Salim từ zawiya (nhà nghỉ Sufi) của họ ở Samad. Vào năm 1520, Muhammad ibn Khalil ibn Ali ibn Isa ibn Ahmad al-Samadi của trật tự Samadiyya đã nhận được một khán giả với sultan Selim I của Ottoman và bảo đảm sự ủng hộ của đế quốc đối với trật tự của ông. Ông cũng đã chuyển zawiya chính của mình đến vùng ngoại ô As -Salihiyya của Damascus vào năm 1520 và sau đó dựng lên một zawiya hiệu trưởng mới trong khu phố Shaghur vào năm 1525. Trật tự được đặt theo tên Samad và duy trì tên của nó sau khi chuyển trụ sở chính về Damascus trong thời kỳ đầu Ottoman.
Samad có thể là nơi có tên Garita al-Janahiyya trong sổ đăng ký thuế năm 1596, là một phần của nahiya (cấp dưới) của Bani Malik as-Sadir trong Qada Hauran. Nó có một dân số hoàn toàn Hồi giáo bao gồm 32 hộ gia đình và 13 cử nhân. Họ đã trả mức thuế cố định 40% cho các sản phẩm nông nghiệp, bao gồm lúa mì, lúa mạch, vụ hè, dê và ong, ngoài các khoản thu không thường xuyên; tổng cộng 11.000 akçe.
Năm 1838, nó được ghi nhận là một tàn tích, Sumad, nằm ở "Nukra [đồng bằng Hauran], phía nam Bosra".

### Kỷ nguyên hiện đại
Tính đến năm 1980, Samad là một ngôi làng với dân số ước tính 1.500 người, bao gồm tám gia tộc. Từ năm 1925 đến ít nhất là năm 1980, văn phòng của shaykh al-balad (trưởng làng) đã được lấp đầy bởi các thành viên của tộc al-Shuyukh.